# علم الأشنيات
علم الأشنيات (بالإنجليزية: Editing Lichenology) هو أحد فروع علم الفطريات الذي يدرس الأشنات، الكائنات العضوية التكافلية المكونة من رابطة تكافلية حميمة من الطحالبالمجهرية (أو البكتيريا الزرقاء ) مع الفطريات الخيطية.
دراسة للأشنة يستخلص المعرفة من عدة تخصصات: علم الفطريات، علم الطحالب، علم الجراثيم وعلم النبات. وعلم الأشنيات معروف عند العلماء بعلم الأحشاء..

## التاريخ
في علم تصنيف الأحياء يتم أولاً دراسة تصنيف علم الألشنيات بشكل مكثف من قبل عالم النبات السويدي إيريك أخاريوس (1757–1819)، والذي يُسمى أحيانًا «والد علم الألشنة». كان أخاريوس أحد طلاب كارولوس لينيوس. وقام ببعض حول هذا علم الأشنيات والتي كانت الأكثر أهمية حول هذا الموضوع، والتي تمثل بداية علم الأشنيات كنظام.
حظيت الأشنيات كمجموعة باهتمام أقل في الدراسات الكلاسيكية في علم النبات من المجموعات الأخرى على الرغم من أن العلاقة بين البشر وبعض الأنواع قد تم توثيقها منذ العصور الأولى. ظهرت عدة أنواع في أعمال علماء اليونان مثل ديسقوريدوس وگايوس پلينيوس سـِكوندوسو ثاوفرسطس على الرغم من أن الدراسات لم تكن عميقة للغاية. خلال القرون الأولى من العصر الحديث، كانت تُطرح عادةً كأمثلة على التوليد التلقائي، وقد تم تجاهل آلياتها الإنجابية تمامًا لعدة قرون، وكان علماء الطبيعة قد أدرجوا الأشنيات في مجموعات متنوعة حتى في أوائل القرن الثامن عشر، قام الباحث الفرنسي جوزيف دو تورنفور في مؤسساته (ري هيباريبيا ) حيث قام بتجميعهم في جنسهم الخاص وتبنى المصطلح اللاتيني lichen، الذي سبق أن استخدمه بليني الذي استورده من ثيوفراستوس Theophrastus ولكن حتى هذا الوقت لم يكن هذا المصطلح مستخدمًا على نطاق واسع. المعنى الأصلي للكلمة اليونانية le (leichen) كان الطحلب الذي بدوره مشتق من الفعل اليوناني λείχω (liekho) الذي يعني الامتصاص بسبب القدرة العظيمة لهذه الكائنات الحية على امتصاص الماء. في استخدامه الأصلي هذا المصطلح يدل على الطحالب، وكذلك الأشنيات. بعد أربعين سنة، قام ديلينوس في كتابه Historia Muscorum بعمل أول تقسيم للمجموعة التي أنشائها Tournefort التي تفصل العائلات الفرعية Usnea وCoralloides وLichens رداً على الخصائص المورفولوجية للحزاز المسطح.

## الجهاز الهضمي
يتألف الجهاز الهضمي من قناة ذات أربعة أقسام – رأسي، أمامي، أوسط وخلفي. وكل قسم منها بدوره يقسم إلى أجزاء فالقناة أو المعي الرأسي يقسم إلى تجويف الفم والبلعوم حيث يقع التجويف الفموي في الجزء الحشوي من الجمجمة. أما البلعوم فيقع على حدود الرأس مع الرقبة، أما المعي الأمامي أو الجزء المريء – المعدي فيقسم إلى مري ومعدة. أما المريء فيتوضع في الرقبة وتجويف الصدروجزئياً في تجويف البطن واصلاً البلعوم بالمعدة حيث تتوضع المعدة في التجويف البطني.
ويقسم الجزء الأوسط أو المعي الذي يدعى بالأمعاء الدقيقة بدوره إلى الإثني عشرية والصائم واللفائفي وتتوضع جميعها في تجويف البطن وتحتل الاثنا عشرية عادة الجانب الأيمن من التجويف ويصب في الاثنى عشرية أكبر غدتين مفرزتين للعصارات الهاضمة وهما الكبد والبنكرياس. ويتعلق الصائم على مساريقا في المستوى الوسطاني للجسم.
أما الجزء الخلفي أو المعي الخلفي الذي يدعى بالأمعاء الغليظة فيقسم أيضاً إلى الأعور والقولون والمستقيم. بحيث يتوضع القسمان الأول والثاني في التجويف البطني أما الأخير ففي التجويف الحوضي وينتهي بفتحة الشرج المجهزة بالعضلة العاصرة كما أن هنالك عضلات عاصرة للمعدة. وللأعورعند الخيول مصرتان وهو يرتبط على الناحية اليمنى مع اللفائفي.

## وصلات إضافية
- American Bryological and Lichenological Society
- Belgium, Luxembourg and Northern France, Lichens of
- British Lichen Society
- Central European Bryological and Lichenological Society (Ger)
- Checklists of Lichens and Lichenolous Fungi
- Chilean Lichens (Spa)
- Czech Bryological and Lichenological Sociiety (Cze)
- French Lichenological Society (Fre)
- Guide to using a Lichen-Based Index to Assess Nitrogen Air Quality نسخة محفوظة 2 فبراير 2014 على موقع واي باك مشين.
- Identifying North American Lichens a Guide to the Literature
- International Association for Lichenology
- Irish Lichens نسخة محفوظة 20 ديسمبر 2014 على موقع واي باك مشين.
- Italian Lichenological Society (Ita)
- Japanese Lichenological Society (Eng) نسخة محفوظة 20 يوليو 2018 على موقع واي باك مشين.
- Japanese Lichenological Society (Eng)
- Lichenological Resources (Rus)
- Lichen Herbarium University of Oslo
- Lichenland Oregon State University نسخة محفوظة 23 أبريل 2015 على موقع واي باك مشين.
- Links to Lichens and Lichenologists
- Lichens of Ireland Project نسخة محفوظة 20 ديسمبر 2014 على موقع واي باك مشين.
- Microscopy of Lichens (Ger)
- Netherlands Bryological and Lichenological Society (nl)
- National Biodiversity Gateway نسخة محفوظة 3 فبراير 2014 على موقع واي باك مشين.
- Nordic Lichen Society (Eng)
- North American Lichens
- Paleo-Lichenology (Ger)
- Russian Lichens (Rus)
- Scottish Lichens
- Swedish Lichens Lief & Anita Stridvall
- Swiss Bryological and Lichenological Society (Ger)
- Tropical Li
- UK Lichens نسخة محفوظة 29 يناير 2022 على موقع واي باك مشين.